# Thái Sơn, Đô Lương
Thái Sơn là một xã thuộc huyện Đô Lương, tỉnh Nghệ An, Việt Nam.
Thái Sơn là xã nằm giữa huyện đồng bằng của huyện Đô Lương, tỉnh Nghệ An, xưa thuộc Tổng Bạch Hà, Phủ Anh Sơn, dân cư ở đây sống quây quần trong các làng và theo các dòng tộc, ai đã qua đây một lần sẽ thấy vùng đất đậm nét hồn quê này.
Xã Thái Sơn với diện tích trên 1017 ha, dân số trên 7900 người, trên 2015 hộ; dân cư ở đây chủ yếu làm nghề nông, tiểu thủ công, thương mại, dịch vụ.  Năm 2015 xã Thái Sơn được UBND tỉnh Nghệ An công nhận xã đạt chuẩn nông thôn mới, hệ thống điện, đường, trường, trạm, trụ sở làm việc được xây dựng, tu bổ khang trang.
Xã Thái Sơn có 04 làng lớn, gồm: Làng Long Thái, Làng Bình Thọ, Làng Yên Trạch và Làng Tĩnh Gia, trên địa bàn xã có nhiều dòng họ lâu đời: làng Yên Trạch có các dòng họ: Nguyễn Công, Nguyễn Quốc, Nguyễn Duy, Phan Đức, Nguyễn Khắc, Hoàng Văn, Nguyễn Vĩnh, Nguyễn Đình, Hồ Sĩ, Nguyễn Hữu; làng Long Thái có các dòng họ lâu đời như: Đặng Quang, Hoàng Đình, Hoàng Văn, Hoàng Hữu, Trần Văn; Làng Bình Thọ có các dòng họ lâu đời: Nguyễn Công, Nguyễn Quang, Lê Khắc; Làng Tĩnh gia có các họ lâu đời như: Nguyễn Cao, Hoàng Văn, Lê Văn, Nguyễn Chí.
Hàng năm, đầu mỗi dịp xuân về, hầu hết các dòng họ và con cháu thập phương đổ về Thái Sơn để tổ chức tế tổ, vui hội làng, giải trí với các trò chơi văn hóa dân gian gắn liền sinh hoạt tín ngưỡng tâm linh hướng về cội nguồn từ ngàn xưa.
Hiện trên địa bàn xã Thái Sơn đã có 03 di sản được UBND tỉnh Nghệ An khảo sát, lập hồ sơ và xếp hạng di tích lịch sử văn hóa cấp tỉnh, gồm:
1) Di tích lịch sử văn hóa Đình Long Thái
Đình Long Thái thuộc xóm 5 Làng Long Thái, xã Thái Sơn, đình tọa lạc ở vị trí cao ráo, gắn liền với sự tích về Vua Lê Trang Tông - vị vua thời hậu Lê có nhiều công lao đối với đất nước. Trong dân gian còn lưu truyền câu chuyện về một người phụ nữ chạy loạn đến làng Vĩnh Long (nay là làng Long Thái) thuộc tổng Bạch Hà (Đô Lương ngày nay) trú ẩn trong lúc mang thai được dân làng cưu mang và một thời gian sau sinh hạ một người con trai, đặt tên là Lê Ninh. Lớn lên, Lê Ninh được một cựu thần Nguyễn Kim tìm cách đưa sang nước Ai Lao (Lào) để chiêu tập binh sỹ, thực hiện khát vọng chấn hưng nhà Lê, lấy hiệu là Trang Tông. Lê Trang Tông ở ngôi 16 năm (1533-1548), qua đời khi 34 tuổi. Người dân làng Vĩnh Long chọn một điểm cao ráo ở phía nam của làng để lập miếu thờ, rồi mở rộng quy mô và sau này dựng thành ngôi đình lớn, tôn làm Thành hoàng làng và tổ chức cúng tế vào các dịp lễ, tết.
Năm 2006 UBND tỉnh Nghệ An đã ra quyết định xếp hạng di tích lịch sử văn hoá Đình Long Thái để phát huy giá trị lâu dài của di tích.
2) Di tích lịch sử văn hóa nhà Thờ họ Nguyễn Công - Làng Bình Thọ
Theo gia phả dòng họ Nguyễn Công - Làng Bình Thọ thì Hoàng Giáp Nguyễn Trọng Ngạn (1289-1370), vị tổ của dòng họ Nguyễn Công ở Làng Bình Thọ là con trai trưởng của trạng nguyên Nguyễn Hiền - Nguyễn Trung Ngạn - một danh thần tiêu biểu của đời Trần. Trong cuộc đời làm quan, ông đã trải qua 4 đời vua triều Trần và đều được trọng dụng, ở cương vị nào ông đều ra sức giúp dân dựng nước, lập nên sự nghiệp rạng rỡ ở các lĩnh vực chính trị quân sự ngoại giao, văn hoá. Năm 1334, ông cùng Thượng hoàng Trần Minh Tông đi tuần thú đạo Nghệ An và đánh dẹp giặc ai lao ở phía tây xứ Nghệ.
Sau đó, ông ở lại vùng đất này và chọn Bạch Hà làm nơi lập cư mới trở thành vị tổ mở đầu cho dòng họ Nguyễn Công ở Đô Lương ngày nay. Với lao xây dựng vùng đất này, sau khi ông mất nhân dân và con cháu đã an táng thi hài ông bên cạnh vợ ở làng Lễ Nghĩa xã Minh Sơn, huyện Đô Lương. Trong cao trào cách mạng 30-31, nhà thờ họ Nguyễn Công là địa điểm hoạt động bí mật của Đảng, nơi cất dấu tài liệu, nơi sơ tán làm việc của một số cán bộ Tỉnh uỷ trong thời kỳ như đồng chí Tôn Quang Phiệt, Tôn Gia Hưng, Tôn Gia Lòng và là nơi thành lập Tổng uỷ Bạch Hà. Trong kháng chiến chống thực dân pháp và chống Mỹ, nhà thờ còn là nơi hội họp, tập huấn cho cán bộ, bộ đội dân quân và dạy chữ quốc ngữ.
Xét qua bề dày lịch sử và công trạng của các bậc tiền nhân, trên cơ sở hồ sơ khoa học, Năm 2010 UBND tỉnh Nghệ An đã ra quyết định xếp hạng di tích lịch sử văn hoá nhà Thờ họ Nguyễn Công - Làng Bình Thọ để phát huy giá trị lâu dài của di tích.
3) Di tích lịch sử nhà thờ họ Nguyễn Công chi 3, Làng Yên Trạch
         Nhà thờ họ Nguyễn Công – chi ba làng Yên Trạch xã Thái Sơn huyện Đô Lương được xây dựng vào thời vua Tự Đức, trải qua các bước thăng trầm của lịch sử dân tộc, đã chứng kiến nhiều sự kiện lịch sử diễn ra. Nhà thờ họ Nguyễn Công chi ba được lập nên để thờ tự tổ tiên dòng họ Nguyễn Công chi 3, nhà thờ nằm trên vùng đất có địa thế đẹp, cao ráo, giữa làng mạc trù phú.Vùng đất có bề dày lịch sử văn hóa.
        Nguyễn Quang Tịch:  Nguyễn Quang Tịch sinh thời Lê Trung Hưng vào những năm đầu thế kỷ XVII tại Kẻ Lấu, tức thôn Đan Trung, xã Giang Triều, tổng Quan Trung, huyện Đông Thành, phủ Diễn Châu (nay là xã Diễn Thắng, huyện Diễn Châu, tỉnh Nghệ An, là con trai  của ông Nguyễn Quang Đích. Khi Nguyễn Quang Tịch lớn lên, cũng là lúc đất nước đang trong tình trạng rối ren, họ Trịnh trên đà suy yếu, các thế lực phong kiến nổi lên khắp nơi. Tại quê hương ông Nguyễn Quang Tịch đói kém diễn ra triền miên, vì vậy vào khoảng những năm 40 của thế kỷ XVII, Nguyễn Quang Tịch đã cùng người dòng họ Nguyễn Quốc di cư về vùng Kẻ Nậy (lúc này thuộc tổng Bạch Hà, huyện Lương Sơn, phủ Anh Đô) để lập nghiệp.
Công việc khai sơn phá thổ, khẩn hoang buổi đầu gặp nhiều gian nan vất vả. Nguyễn Quang Tịch cùng với các vị tổ dòng họ khác đã phát mộc khai hoang, san lấp khe suối, biến thành đất phẳng, từ đất Kẻ Nậy hoang vu, chưa có người ở, nhờ bàn tay của họ mà làng Yên Trạch đã ra đời (chính là làng Văn Trạch, Thái Sơn ngày nay), dân cư  các nơi bắt đầu tìm đến đông đúc hơn, diện tích canh tác được mở rộng, đời sống của gia đình Nguyễn Quang Tịch và nhân dân dần đi vào ổn định.
Giữa lúc công cuộc khẩn hoang đang tiến triển tốt đẹp, do tuổi cao sức yếu, ông đã qua đời vào ngày 27 tháng Giêng. Ông được coi là một trong những người có công  đầu trong việc khai cơ lập làng Yên Trạch.
Về đời tư, Nguyễn Quang Tịch có vợ người họ Lê, 4 người con trai Nguyễn Quang Huy, Nguyễn Quang Nhật, Nguyễn Quang Minh, Nguyễn Quang Thực, sau thành 3 chi lớn tại làng Yên Trạch, xã Thái Sơn, ông trở thành đệ nhất thế tổ họ Nguyễn Công ở làng Văn Trạch, xã Thái Sơn ngày nay.
Nguyễn Quang Thiều (1748 - 1822): Căn cứ vào Gia phả và các tài liệu còn lưu tại địa phương thì Nguyễn Quang Thiều có hiệu là Nam Sơn, sinh năm Mậu Thìn 1748 tại  làng Yên Trạch, xã Giang Triều, huyện Đông Thành, phủ Diễn Châu, trấn Nghệ An.  Ông là con trai thứ tư của ông Nguyễn Quang Thực và bà Nguyễn Thị Tâm, cháu nội của ông Nguyễn Quang Tịch. Khi Nguyễn Quang Thiều lớn lên, làng Yên Trạch đã được thành lập, tuy nhiên đất đai trong vùng nhiều nơi vẫn còn cằn cỗi, hoang hóa. Với vai trò là một Xã trưởng, ông  đã chỉ đạo nhân dân khai hoang phục hóa, biến những vùng đất cằn cối thành ruộng, nương trù phú.
  Nhờ có tư chất thông minh, giỏi tổ chức, có tầm nhìn rộng, lại được tiếp thu nhiều kinh nghiệm trong công việc khẩn hoang của cha ông mình, nên công việc khẩn hoang của ông và dân làng đạt kết quả cao.  Khi ông đã lớn tuổi, ông đem đất mình khai phá được nhượng lại cho làng, chỉ để lại một phần làm đất hương hỏa. Ngoài việc hiến đất, Nguyễn Quang Thiều còn được người dân làng Yên Trạch vô cùng nể phục vì tấm lòng luôn lo lắng về sự an nguy của dân làng, khi dân cần được giúp đỡ, ông sắn sàng bỏ công bỏ của để thực hiện.
Việc ông Nguyễn Quang Thiều bỏ tiền và công sức để theo vụ kiện bảo vệ đất đai là việc làm vô cùng ý nghĩa đối với nhân dân làng Yên Trạch, bởi đất đai của gia đình ông cũng như dân làng Yên Trạch có được phải đánh đổi biết bao nhiêu công sức, mô hôi, nước mắt của bao nhiêu thế hệ. Bởi vậy,  bảo vệ được đất đai là bảo vệ công lao xương máu của ông cha, là bảo vệ kế sinh nhai, sự tồn vong của các dòng họ, bảo vệ truyền thống, văn hóa, lòng tự tôn của làng, của các dòng tộc. Năm 1822, do tuổi cao sức yếu ông đã qua đời lúc 74 tuổi. Con cháu và dân làng Yên Trạch đã chôn cất và xây mộ cho ông trên đồi Lối Giữa, dân gọi là đồi Can Hậu.  
Với những việc làm nhân nghĩa, Nguyễn Quang Thiều được nhân dân trong vùng hết sức tôn kính. Sau khi mất, để tưởng nhớ công lao của ông, nhân dân trong vùng đã tôn ông làm Thần để thờ phụng ở đình làng Yên Trạch, còn gọi là vị hiệu “Bản Cảnh Thành Hoàng Nam Sơn Linh Ứng”. Thần rất linh ứng, luôn phù hộ độ thế cho nhân dân làng Yên Trạch được yên ổn làm ăn.
Với công lao đó, đến thời vua Thành Thái, vào năm mậu tuất 1898, tức là 76 năm sau kể từ khi cụ Nguyễn Quang Thiều mất, cụ đã được nhà vua phong đạo sắc:
TẠM DỊCH
“Sắc phong cho Làng Yên Trạch huyện Đông Thành tỉnh Nghệ An thờ phụng vị Thần Nam Sơn linh ứng từ lâu, nhưng chưa được ban cấp sắc phong. Nên nay trẫm được gánh vác mệnh lớn, trông lại sự che chở của Thần càng thêm sáng tỏ, phong là Thần Dực Bảo Trung Hưng Linh Phù, chuẩn y cho thờ phụng như cũ. Thần hãy giúp đỡ, bảo vệ cho dân ta. Kính thay!
Ngày mồng 1 tháng 6 năm Thành Thái thứ 10 (1898)
Ấn: Sắc mệnh chi bảo”
Sau khi cách mạng tháng tám thành công, nhà thờ họ Nguyễn Công chi 3 trở thành một trong những nơi nuôi dưỡng cán bộ cách mạng cấp tỉnh. Năm 1961, công cuộc kháng chiến chống Mỹ bước vào giai đoạn ác liệt, tất cả hy sinh cho tiền tuyến, tất cả hy sinh cho cách mạng, hậu phương cần được củng cố, việc học tập cho con em Thái Sơn được cách mạng đặc biệt quan tâm, nhưng thời điểm đó, vật liệu vô cùng khó khăn; là nơi nuôi dưỡng tập trung đầu não cán bộ Tỉnh ủy Nghệ An, các đảng viên và nhân dân làng Yên Trạch đã nhận trách nhiệm tiên phong cống hiến ngôi đình tâm linh, to đẹp và cổ xưa vào bậc nhất của vùng vào thời đó, là nơi thờ tự các vị Bản cảnh Thành hoàng Yên Trạch, để phục vụ cho công cuộc cách mạng, lấy gỗ, ngói, vật liệu làm trường học Văn Hiến, nay là trường mẫu giáo xã Thái Sơn, đây là một trong những cống hiến cao cả của nhân dân làng Yên Trạch trong sự nghiệp cách mạng thống nhất tổ quốc; về phần riêng, dòng họ đã rước chân linh Nguyễn Quang Thiều về thờ tự tại nhà thờ họ Nguyễn Công - Chi 3, làng Yên Trạch, xã Thái Sơn như ngày nay.
         Trong cuộc kháng chiến chống thực dân Pháp và đế quốc Mỹ, dòng họ đã có nhiều con cháu tham gia tích cực cho sự nghiệp cách mạng, trong đó 02 người con của dòng họ đã hi sinh ở chiến trường, 02 người con là thương bệnh binh, để lại một phần xương máu trên chiến trường, với cống hiến đó cụ Duy Thị Kiền được Chủ tịch nước Cộng hòa xã hội Chủ nghĩa Việt Nam phong tặng mẹ Việt Nam Anh hùng, cụ Nguyễn Thị Liễu (Cố Hiếu) được Đảng tặng huy hiệu 70 năm tuổi Đảng. Trong thời kỳ hoà bình, dòng họ có nhiều con cháu có đóng góp tích cực cho việc xây dựng phát triển quê hương và đất nước; con cháu trong dòng họ đều ngoan ngoãn, hiếu học, chăm chú làm ăn, luôn luôn tuân thủ đường lối chính sách của đảng, pháp luật của nhà nước; đối với việc thờ cúng tổ tiên và các phong tục liên quan đến việc hiếu, việc hỷ, dòng họ luôn chắt lọc, bảo tồn, phát triển,... đảm bảo việc giải quyết nhu cầu sinh hoạt tín ngưỡng, đời sống tâm linh, việc giáo dục truyền thống văn hoá, phong tục tập quán tốt đẹp của nhân dân địa phương.
         Hiện đạo sắc do vua phong, ống đồng, long ngai, đại tự, câu đối, phả ký, gia phả hán nôm, bìa đất năm 1933, đồ thờ tự và tế lễ, các tài liệu liên quan và di tích nhà thờ đang còn được bảo vệ, lưu giữ cận thận; nghi thức tế lễ truyền thống được giữ gìn, phát huy được nét đẹp truyền thống địa phương.
         Qua quá trình khảo sát, lập hồ sơ khoa học, tổ chức thẩm định của các cơ quan chuyên môn, ngày 29 tháng 12 năm 2017 UBND tỉnh Nghệ An đã ban hành Quyết định về việc xếp hạng và cấp bằng xếp hạng Di tích lịch sử cấp tỉnh, cấp thành phố đối với "Di tích lịch sử nhà thờ họ Nguyễn Công chi 3, xã Thái Sơn, huyện Đô Lương, tỉnh Nghệ An''. Đây là di tích thứ 3 trên địa bàn xã Thái Sơn được chủ tịch UBND tỉnh Nghệ An cấp bằng xếp hạng Di tích cấp tỉnh, thành phố    .
         * Ngoài các di sản được UBND tỉnh xếp hạng di tích lịch sử văn hóa cấp tỉnh, trên địa bàn xã Thái Sơn còn có các điểm tâm linh, các “tích” được nhân dân trong xã và thập phương, tín phụng thờ:
         1) Đình làng Yên Trạch: Đình làng Yên Trạch được khởi công tao tác vào thời kỳ vua Thiệu Trị đệ nhị niên, năm 1843, đình được xây cất từ gỗ mít lấy từ ngàn Hống Tây Thanh Chương, thả trôi ghép bè về Rào Rộ, được huy động sức dân kéo về, đình có 05 gian, dài trên 20m, rộng trên 14m, đình được điêu khắc tinh xảo, đình án vị hướng vị Bắc Nam; đình Yên Trạch là nơi thờ thần Thành hoàng làng, gồm 03 vị Bản cảnh Thiên Thần, 02 vị Nhân thần gồm Nguyễn Quang Thiều và Nguyễn Quốc Sại và 03 vị bản xứ và đồng bách tính chủ tiên linh. Hằng năm đình được tổ chức tế lễ, mổ trâu, lợn, xôi thịt; lồng ghép với việc vui chơi, đánh đu, kéo co, vật cổ truyền, hát đối, diễn tuồng cổ,…
         Năm 1939 vua Bảo Đại từng về nghỉ tại đình Yên Trạch để thăm công trình thủy lợi Đập Yên Trạch, đây là công trình thủy lợi được Thực dân Pháp xây dựng đầu tiên trên đất Thái Sơn cùng với hệ thống thủy lợi đập Ba Ra Đô Lương; đình Yên Trạch cũng là nơi Trường Đảng Lê Hồng Phong mở lớp đào tạo cán bộ Đảng viên và là nơi đấu tố các thế lực cấu kết với thực dân năm 1949, là nơi đấu tố chống phong kiến và địa chủ, là nơi cất dấu lương thảo và vũ khí chi viện cho chiến trường trong những năm chiến tranh. Năm 1961 đình được tháo gỡ phục vụ xây dựng trường học phục vụ cách mạng.
         Tuy nay Đình Yên Trạch không còn nữa, nhưng ký ức xưa về mái đình, gốc đa, bến nước, sân đình, cùng với các lễ hội sinh hoạt tâm linh vẫn không thể xóa mờ trong tâm khảm của người dân nơi đây.
         2) Đền đệ nhất Yên Trạch
         3) Đền địa nhị Yên Trạch
         4) Đền địa tam Yên Trạch
         5) Đền Khai Sơn Yên Trạch
         5) Đền Khai Sơn Long Thái
         6) Hòn đá Yên Long Thái
         * Ngoài các di sản, di tích có trên địa bàn, xã Thái Sơn còn có hệ thống sinh vật cảnh đa dạng, với hàng trăm năm tuổi, gắn liền với đời sống sinh hoạt tâm linh của nhân dân địa phương:
         1) Cây đa, cây thị Đền Khai Sơn: Ghi nhận tại Đền Khai Sơn làng Yên Trạch là hai cây cổ thụ, tán lá xum xuê, ôm trọn điện Khai Sơn, theo các tài liệu để lại, cây đa cây thị này có trước khi dân làng lập điện thờ Khai Sơn.
         2) Cây Khế - Họ Hoàng Văn Long Thái:
         3) Cây lim làng Long Thái:
         * Giếng làng: Đến với Thái Sơn, du khách thập phương không thể choáng ngợp với những chiếc giếng làng to, cổ kính, nước xanh mát đến tận đáy lòng, đặc biệt giếng vẫn còn được sử dụng cho đến ngày nay.
         1) Giếng Bụt xóm 9 xã Thái Sơn: Tại xóm 9 thôn Phong Sơn – Làng Yên Trạch có giếng nước, giếng này xếp vào loại lớn nhất vùng, giếng này nhân dân ở đây và quanh vùng vẫn gọi là giếng Bụt, theo các cụ cao niên truyền lại, những năm khô hạn nhất, quanh vùng không có giếng nào còn giọt nước, giếng BỤT vẫn luôn luôn đầy nước mát trong xanh chính vì thế mà nhân dân quanh vùng gọi là Giếng BỤT. “BỤT” hay trong tiếng Phạn gọi "Bu đờ ha" có nghĩa là Phật.
         Có thể nói nước lấy từ giếng Bụt, khi phụ nữ uống sẽ có giọng nói khéo léo, khi dùng cho tắm sẽ cho một làn gia mịn màng, khi gội đầu sẽ cho mái tóc mượt mà, đen óng, cũng chính vì thế phần lớn phụ nữ sinh ra ở đây rất xinh đẹp, dịu dàng hơn các vùng quê khác.
         2) Giếng Trãi thôn Yên Sơn làng Yên Trạch (xóm 8 xã Thái Sơn)
         Việc được cơ quan chuyên môn lập hồ sơ khoa học và được UBND tỉnh Nghệ An cấp bằng xếp hạng 03 di tích trên địa bàn là niềm vinh dự của Đảng bộ, chính quyền và nhân dân xã Thái Sơn, khẳng định Thái Sơn là vùng đất giàu truyền thống cổ xưa, là nguồn tư liệu quý cho công tác nghiên cứu, sưu tầm, biên soạn về lịch sử hình thành phát triển của vùng đất tổng Bạch Hà xưa; đây là hoạt động cụ thể để bảo tồn, tôn tạo và phát huy các giá trị của di tích; góp phần giữ gìn được những đặc sắc văn hóa của địa phương; là niềm tự hào, là điểm tựa chắp cánh cho thế hệ trẻ Thái Sơn bay cao, tiến xa trong sự nghiệp, luôn hướng về cuội nguồn quê cha đất tổ, Uống nước nhớ nguồn; như lời thơ “Tiễn bạn” của nhà thơ Trịnh Bửu Hoài viết:
“Đất khách muôn trùng sao nhỏ hẹp
Quê nhà một góc nhớ mênh mông”
Hy vọng, dấu ấn quê hương Thái Sơn sẽ mãi mãi cùng con em chúng ta theo suốt cuộc đời./.